# Lia Finzi
Lia Finzi, all'anagrafe Elionella, (Venezia, 19 agosto 1928) è un'educatrice, politica e scrittrice italiana.

## Biografia
Lia Finzi nasce a Venezia in una famiglia della piccola borghesia veneziana. il nucleo familiare era composto da suo padre Angelo, di religione ebraica, ragioniere che lavorava nel privato perché non iscritto al Partito Nazionale Fascista, sua madre Norma Franchini, di famiglia socialista, era una casalinga battezzata cattolica e due sorelle una morta molto giovane e l’altra Alba più grande di lei di cinque anni.
La famiglia Finzi è molto laica e non praticava nessuna religione.
Nel 1943 con la conquista dell’Italia da parte dei nazisti e per paura della deportazione il padre e le due figlie si affidano a dei contrabbandieri e passano il confine Svizzero. Per delle circostanze molto fortunate le autorità svizzere non li rimpatriano in Italia. Vengono divisi: Lia finisce in un collegio a Lugano dove riesce anche a studiare e a conseguire un diploma linguistico, la sorella Alba a Basilea, il padre Angelo in un campo di lavoro nel Cantone Ticino. Nell’Agosto del 1945 rientra Italia, prende la maturità e s’iscrive all’Università Ca' Foscari di Venezia. Frequenta il movimento sionista di sinistra per due anni, è responsabile regionale degli Zefim, organizzazione ebraica simile allo scautismo a livello locale e nazionale. Collabora con la cellula universitaria comunista, insegna nella scuola ebraica di Venezia e nel Convitto per orfani di partigiani e lavoratori F. Biancotto di Venezia diretto dal marito Girolamo (Momi) Federici con il grado di direttore didattico.
Incontra Carlo Pagliarini presidente dell’Associazione Pionieri Italiani (A.P.I.), diventa la presidente dell’Associazione Pionieri Italiani nella provincia di Venezia e insieme alla sorella Alba sviluppano l’attività dell’organizzazione. Entra a far parte del direttivo nazionale (A.P.I.),
Lia, collabora con il movimento dei Pionieri  per parecchi anni, poi con l’ARCI Ragazzi fino al 1960-61 e con il Movimento Cooperazione Educativa (M.C.E.).
Nel 1957 con la chiusura del convitto F. Biancotto supera il concorso magistrale e insegna nella scuola pubblica.
Dal 1960 al 1975 è Consigliere in Provincia di Venezia. Dal 1975 al 1985 è Assessore alla Sanità e alla Sicurezza Sociale del Comune di Venezia.
In pensione presta lavoro volontario nella biblioteca - archivio ebraico di Venezia e fa parte dell’Associazione “Donne per la città” di Venezia, del direttivo dell'Istituto veneziano per la storia della Resistenza e della società contemporanea, del direttivo del sindacato SPI-CGIL di Venezia centro storico e del direttivo A.N.P.I. provincia di Venezia e regione Veneto.